# Cultura arzachena

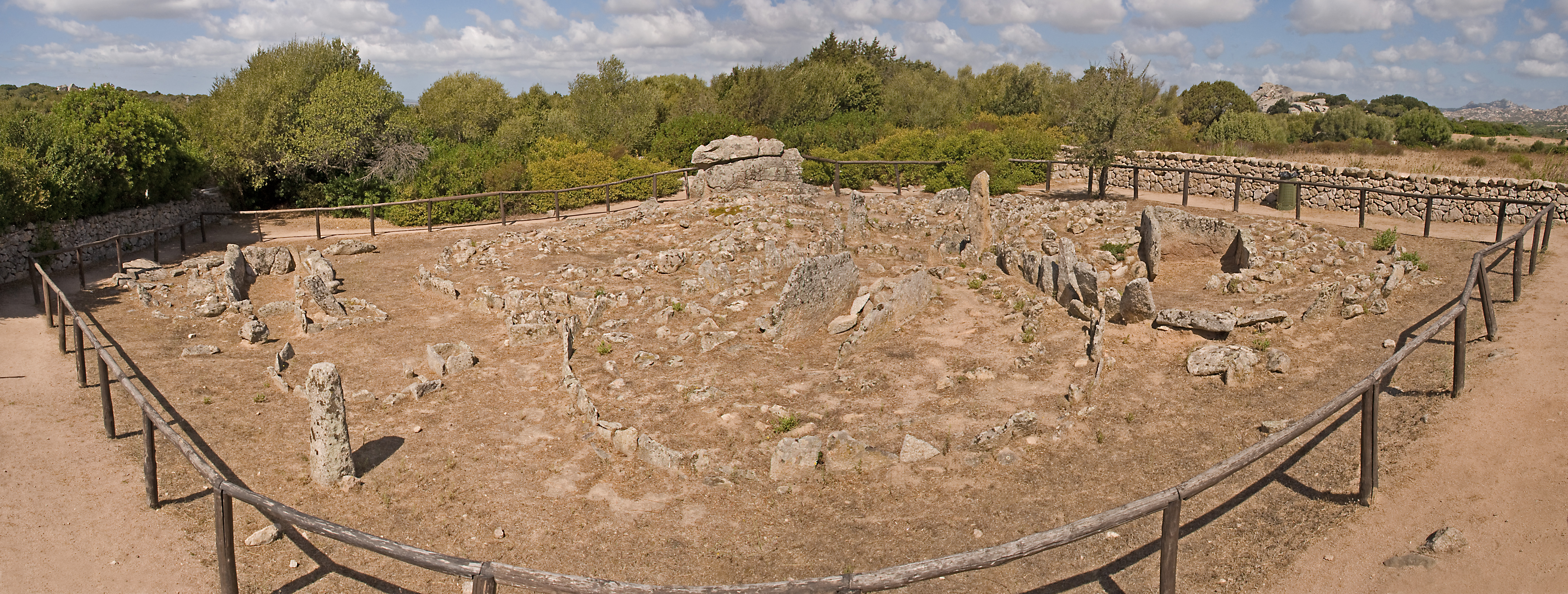
Tumbas circulares de Li Muri en Arzachena

La cultura Arzachena fue una cultura neolítica prenurágica que ocupa la parte nororiental de Cerdeña (Gallura) y parte de Córcega del Sur, de aproximadamente los milenios IV a III a. C. Toma su nombre la ciudad sarda de Arzachena. 
La cultura Arzachena es conocida por sus estructuras megalíticas, como las características tumbas circulares y menhires. Tanto la arquitectura funeraria como la cultura material muestran semejanzas con los contextos contemporáneos de Cataluña, Languedoc, Provenza y Córcega.
Distintamente e los pueblos de la contemporánea cultura Ozieri del resto de Cerdeña, los pueblos de la cultura Arzachena estaban organizadas en una sociedad aristocrática e individualista centrada en la pastoricia que en la agricultura. Los grupos aristocráticos enterraban a sus muertos en monumentos megalíticos circulares, con una cámara central conteniendo un solo individuo, mientras en el resto de la isla la cultura Ozieri enterraba a sus muertos en hipogeos colectivos llamadas Domus de Janas.  Según el erudito Giovanni Lilliu, incluso en tiempos prehistóricos en Cerdeña, las dos almas complementarias de la sociedad isleña ya estaban claramente delineadas: los pastores guerreros de las tierras altas centrales y los recolectores guerreros de las llanuras. Incluso si los datos antropológicos conocidos hasta ahora no proporcionan una prueba clara de esto, algunas diferenciaciones de comportamiento típicas de la cultura Arzachena y los cursos modernos no parecen carecer de valor y significado, en comparación con otras poblaciones sardas.
Según Lilliu, el modelo cultural de Arzochena se reprodujo de la misma manera desde el III milenio antes de Cristo, hasta el II milenio antes de Cristo, con el nacimiento de la civilización nurágica, hasta la conquista romana (sobreviviendo), proporcionando a los arqueólogos un increíble ejemplo de estructura cultural y sociológica congelada.